# Igreja Menino Deus (Porto Alegre)
A Igreja Menino Deus é uma igreja católica localizada em Porto Alegre, no bairro Menino Deus. 

## Histórico
Em 1850 um grupo de devotos resolveu construir uma igreja no então longínquo bairro do Menino Deus, que se vinha formando. O terreno foi transferido por escritura aos 9 de abril de 1850, pelo Médico Manoel José de Campos, depois Barão de Guaíba, e sua esposa, para à Comissão encarregada da edificação da Capela do Menino Deus, presidida por Sebastião Ribeiro Pinto. 
Era um terreno de 20 braças de frente à Rua Caxias (atual Rua José de Alencar) por trinta braças de fundo, sendo a metade por doação e a outra metade por venda. O Dr. Manoel José de Campos e sua esposa eram proprietários de uma grande chácara nas imediações e do próprio morro atrás da capela. Autorizada a construção, com missa do galo, à meia noite de 24 para 25 de dezembro de 1853, era nela rezada a primeira missa pelo pároco da Igreja de Nossa Senhora do Rosário, José Inácio de Carvalho e Freitas, a cuja freguesia pertencia o Menino Deus. 
A imagem do Menino Deus, adquirida pelos paroquianos, ficou depositada na Igreja de Nossa Senhora das Dores. Pronta a igreja, transportada, por terra, na tarde de 24 de dezembro de 1853, para a nova igreja de que era padroeiro, deu-se início à primeira festa natalina que, daí por diante, todos os anos é feita. A capela passou a ser o centro de festejos populares e religiosos da época natalina. 
Em 15 de outubro de 1860 o mesmo casal doou à Igreja do Menino Deus de ambos os lados da Capela mais 140 palmos de frente por 500 de fundo e terrenos atrás da antiga aquisição, formando então todo o conjunto um quadro entre linhas retas a fim de alargar a praça existente para que a igreja e o público gozem dela. A praça nasceu em função da primitiva igreja. 
A esposa do doador, Antônia Clara Barbosa Campos, era bisneta de Jerônimo de Ornelas e irmã de Onofre Pires, herói farroupilha falecido em Triunfo em conseqüência de duelo travado com seu primo General Bento Gonçalves da Silva. 
Em 17 de janeiro de 1884, o Presidente da Província, Dr. José Júlio de Albuquerque Barros, comunicou ao bispo Dom Sebastião Dias Laranjeira que, pela Lei Provincial nº. 1.428, de 4 de janeiro de 1884, a igreja foi elevada à categoria de freguesia, dando fim a uma antiga e tradicional luta entre as Irmandades do Menino Deus e dos Navegantes, cuja festa era, também, ali celebrada anualmente. A imagem de Nossa Senhora dos Navegantes estava na Igreja do Menino Deus, daí era transportada, a partir de 1875, por água, para a Igreja dos Navegantes.
A rua que partia da igreja em direção à cidade recebeu a denominação de Rua do Menino Deus. Após a abolição da escravatura mudaram seu nome para Rua 13 de Maio. Agora denomina-se Avenida Getúlio Vargas. A rua que passa diante da igreja chamava-se Rua Caxias. Em março de 1896 seu nome foi mudado para a Rua José de Alencar. 

### Capela
Essa primeira capela, na madrugada de 16 de dezembro de 1919, pelas quatro horas, incendiou. O incêndio na capela do Menino Deus dizem que foi criminoso, mas foi reconstruída de imediato, ficando, entretanto, algum tempo sem torre. O então pároco, o Cônego João Becker, depois Arcebispo Metropolitano de Porto Alegre, encarregou Mestre João - o já idoso canteiro-construtor João Grünewald - de projetá-la e construi-la. 
A igreja reconstruída foi reinaugurada pelo arcebispo Dom João Becker em 12 de outubro de 1920. Assim, reaparecia, completa, a tradicional igrejinha, cuja tôrre era nos fundos, sobre o altar, na primeira capela. A torre foi feita em estilo gótico que era, aliás, o gosto do construtor e do vigário. 
Alguns anos depois a torre da Igreja do Menino Deus recebeu um grande presente: o relógio da torre da catedral, demolida em 1929. Diz o Livro do Tombo da Paróquia do Menino Deus, em 14 de maio de 1930: Em despacho a um Ofício da Cúria Metropolitana, o Intendente do Município informa que está de pleno acordo com a colocação na torre da Igreja do Menino Deus do relógio da antiga catedral metropolitana e pertencente ao Município. O relógio, que durante muito tempo indicara as horas para a cidade, foi então parar na torre da Igreja do Menino Deus, onde permaneceu alguns decênios. 

### Igreja

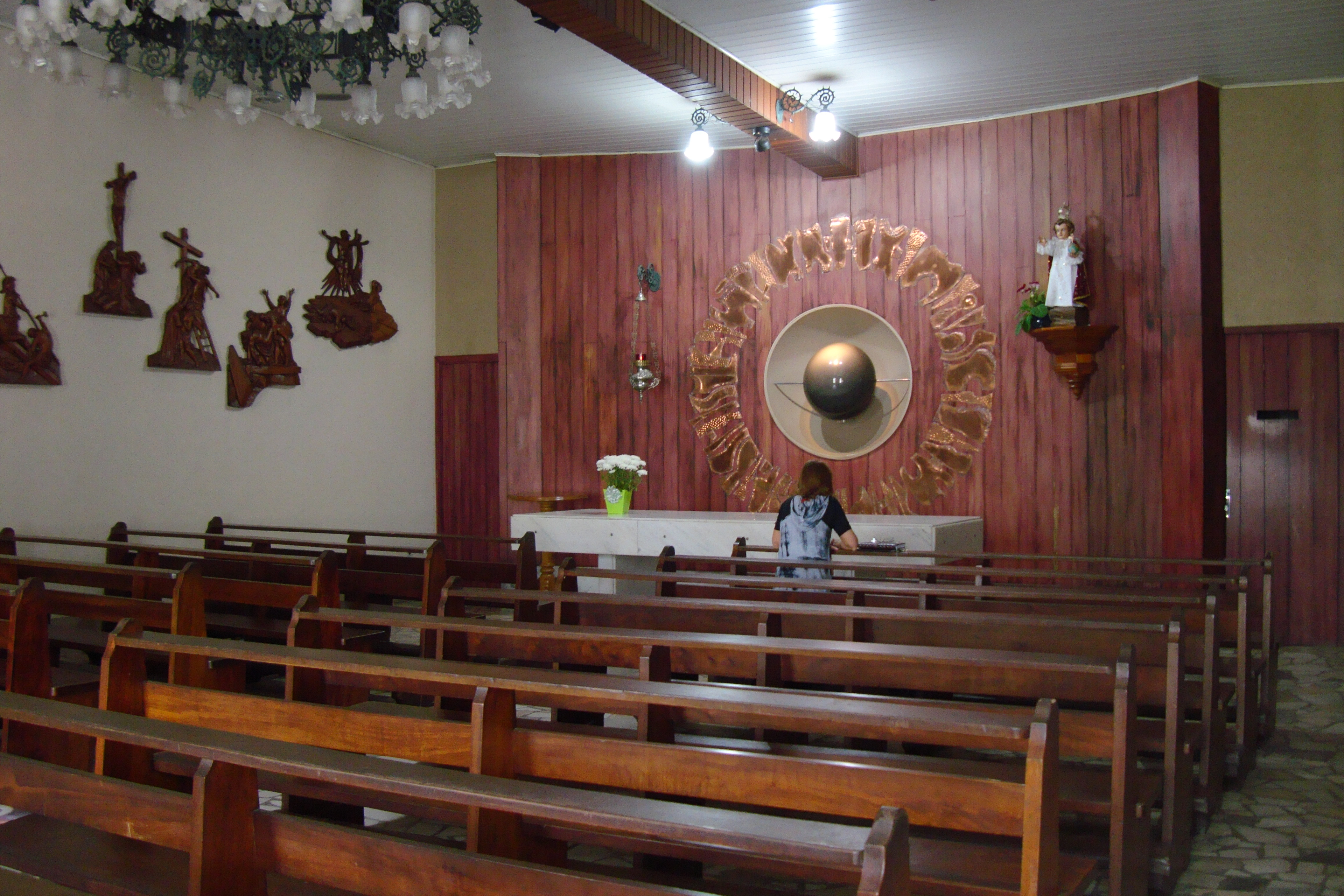
Capela do Santíssimo

Em 26 de agosto de 1966 o pároco Pe. Armindo Cattelan constituiu uma Comissão com o encargo de estudar a reforma da velha igreja ou a construção de uma nova matriz e conjunto paroquial. Depois de muitos estudos, marchas e contramarchas, em fins de 1969 foi aprovado o projeto definitivo de um complexo novo. 
Já no mês de agosto de 1969, devido à situação precária do forro da igreja, que podia desabar a qualquer momento, os ofícios religiosos foram transferidos para o salão do Colégio Menino Deus. No dia 24 de dezembro de 1969 foi celebrada na velha igreja a última missa com emocionante despedida. E em 7 de janeiro de 1970 teve início a demolição.
Em 15 de dezembro de 1972 foi inaugurado o novo salão paroquial, entregue pela firma construtora, dentro do contrato de permuta. As obras da nova igreja, infelizmente, tiveram paralisações freqüentes e inexplicáveis. Afinal, em 24 de dezembro de 1975, novamente em noite de Natal, 122 anos depois da inauguração da primeira capela, foi inaugurada a nova igreja matriz do Menino Deus, com celebração da missa festiva pelo pároco, Pe. Tarcísio De Nadal. 
Em fevereiro de 1976 foi levantada uma torre de 19 toneladas. Apesar de seu profundo simbolismo, ela não substitui na visão e no coração do povo saudosista a bela torre da antiga igreja, que era a característica do bairro do Menino Deus.